# بول بيرلينباتش
بول بيرلينباتش (بالإنجليزية: Paul Berlenbach)‏ مواليد 18 فبراير 1901 في نيويورك - الوفاة 30 سبتمبر 1985، كان ملاكم أمريكي سابق صنّف ضمن فئة الوزن الثقيل.

## إحصائيات
خاض خلال مسيرته 51 نزالا، فاز في 40 وتعادل في 3 وخسر في 8. فاز بالضربة القاضية في 33 نزالا.

## روابط خارجية
- بول بيرلينباتش على موقع بوكس ريك (الإنجليزية) (registration required)